# Luigi Lippomano
Luigi Lippomano, o Aloisio e Alvise (Venezia, 1496 – Roma, 15 agosto 1559), è stato un vescovo cattolico e diplomatico italiano.

## Biografia
Era figlio naturale di Bartolomeo Lippomano, patrizio, e, probabilmente, di una sua serva di nome Marta.
Fu nunzio in Portogallo. Nel 1538 fu consacrato vescovo coadiutore della diocesi di Bergamo, e gli venne assegnata la sede titolare di Modone.
Nel 1544 fu spostato all'incarico di vescovo coadiutore della diocesi di Verona, e il 9 agosto 1548 succedette al parente Pietro Lippomano a capo della sede episcopale veronese.
Ricevette l'incarico di legato in Germania e successivamente, nel 1555, divenne nunzio apostolico in Polonia.
Il 20 luglio 1558 fu traslato alla guida della diocesi di Bergamo.
Morì a Roma il 15 agosto 1559; fu sepolto nella chiesa di Santa Caterina dei Funari.

## Genealogia episcopale e successione apostolica
La genealogia episcopale è:
- Vescovo Leone de Simone
- Cardinale Oliviero Carafa
- Papa Paolo IV
- Vescovo Luigi Lippomano

La successione apostolica è:
- Vescovo Agostino Lippomano (1557)